# Janica Kostelić
Janica Kostelić [ˈjanitsa ˈkɔstɛlitɕ] (* 5. Januar 1982 in Zagreb) ist eine ehemalige kroatische Skirennläuferin. Sie gewann drei Mal den Gesamtweltcup, fünf Weltmeistertitel und ist mit viermal Gold und zweimal Silber die erfolgreichste alpine Skirennläuferin der olympischen Geschichte. Außerdem konnte sie als eine von nur sieben Läuferinnen in allen Disziplinen Weltcupsiege erringen. Ihr älterer Bruder Ivica Kostelić (* 1979) ist ebenfalls ein ehemaliger erfolgreicher Skirennläufer. Beide wurden von ihrem Vater Ante trainiert.

## Biografie
Kostelić ist die erste kroatische Sportlerin, die jemals Medaillen bei Olympischen Winterspielen gewann. Zugleich ist sie die bislang einzige Skirennläuferin, die vier Goldmedaillen bei Olympischen Spielen erringen konnte. Ihren ersten Sieg in einem bedeutenden internationalen Rennen errang sie 1997 beim Trofeo Topolino. Darauf folgten körperliche Rückschläge. In der Saison 1999/2000 stürzte sie im Abfahrtstraining von St. Moritz schwer, so dass eine Fortsetzung ihrer Karriere bezweifelt werden musste. Nachdem sie über einen Großteil des Jahres 2000 mit einer Knieverletzung außer Gefecht gesetzt war, feierte sie ihr Comeback in der Saison 2001/02. Kostelić gewann bei den Olympischen Winterspielen 2002 drei Goldmedaillen im Riesenslalom, im Slalom und in der Kombination sowie eine Silbermedaille im Super-G, wobei jene in der Kombination am 21. Februar in der chronologischen Folge die überhaupt erste Wintermedaille für Kroatien war. Bei den Olympischen Winterspielen 2006 in Turin konnte sie ihre erfolgreiche Laufbahn mit einer Goldmedaille in der Kombination sowie einer weiteren Silbermedaille im Super-G fortsetzen; sowohl in der Abfahrt als auch im Riesenslalom ging sie nicht an den Start.
Bei den Weltmeisterschaften 2003 in St. Moritz wurde sie in der Kombination zum ersten Mal Weltmeisterin, eine Goldmedaille im Slalom folgte wenige Tage später. Anfang 2004 musste sich Kostelić aufgrund einer erneuten Knieverletzung vorübergehend aus dem Sport zurückziehen, stieg jedoch im darauf folgenden Winter wieder in den Weltcup ein. Bei den Weltmeisterschaften 2005 in Bormio wurde sie erneut Weltmeisterin in Kombination und Slalom und gewann zudem erstmals die WM-Abfahrt. Den Riesenslalom und Super-G musste sie wegen einer starken Erkältung auslassen, wodurch sie in Bormio in jeder Disziplin, in der sie startete, Weltmeisterin wurde.
Janica Kostelić konnte 30 Weltcuprennen gewinnen, davon 20 Slaloms, zwei Riesenslaloms, eine Abfahrt, einen Super-G, zwei Super-Kombinationen und vier Kombinationswertungen. Damit gehört sie neben Petra Kronberger, Pernilla Wiberg, Anja Pärson, Lindsey Vonn, Tina Maze und Mikaela Shiffrin zu den sieben Skirennläuferinnen, die in allen Disziplinen des Skiweltcups gewinnen konnten. 2001, 2003 und 2006 konnte sie den Gesamtweltcup für sich entscheiden, dazu auch die Disziplinenweltcups im Slalom und in der Kombination. 2005 wurde sie nach einem dramatischen Finale mit nur drei Punkten Rückstand auf Anja Pärson Zweite im Gesamtweltcup.
Kostelić konnte in der Saison 2005/06 alle Disziplinen innerhalb einer Saison gewinnen. Zuvor war dies nur Petra Kronberger in der Saison 1990/91 gelungen. Darüber hinaus gewann sie jeweils zum dritten Mal den Gesamtweltcup und den Slalomweltcup. Insgesamt erreichte sie 1970 Weltcuppunkte, was bei den Damen bisher nur von Lindsey Vonn in der Saison 2011/12, von Tina Maze 2012/13 und von Mikaela Shiffrin 2018/19 übertroffen wurde.
Janica Kostelić und Maria Höfl-Riesch sind bislang die einzigen Skirennläuferinnen, die ihre olympische Goldmedaille in der alpinen Kombination verteidigen konnten. Seit den Winterspielen von Turin 2006 ist Kostelić zudem die erfolgreichste alpine Skirennläuferin bei Olympischen Spielen.
Janica Kostelić genießt in ihrer Heimat große Popularität. Ihre Erfolge sind für den kroatischen Skisport einzigartig. Der TV-Sender Eurosport kürte sie zur Weltsportlerin des Jahres 2005. Außerdem wurde sie mit dem Laureus World Sports Award für die beste Sportlerin des Jahres 2006 ausgezeichnet. Achtmal wurde sie zu Kroatiens Sportlerin des Jahres gewählt, 2001 von der Internationalen Vereinigung der Ski-Journalisten (AIJS) mit dem Skieur d’Or ausgezeichnet und 2002 von der Vereinigung der europäischen Sportjournalisten zu Europas Sportlerin des Jahres gewählt.
Bedingt durch die Erfolge von Janica und Ivica Kostelić erlangte der Skisport in Kroatien größere Aufmerksamkeit. Der Slalom-Weltcup von Zagreb, die so genannte Snow Queen Trophy, wurde gleichzeitig fix in den Weltcupkalender der FIS aufgenommen.
Ihr Vater Ante Kostelić, der gleichzeitig ihr Trainer war, war früher ein bekannter Handballspieler. Ihr älterer Bruder Ivica ist ebenfalls Skirennläufer und wurde 2003 Slalomweltmeister sowie in der Saison 2010/11 zum ersten kroatischen Gesamtweltcupsieger.
Am 19. April 2007 gab Janica Kostelić im Alter von nur 25 Jahren ihren Rücktritt vom alpinen Skisport bekannt. Danach war sie oft im Herren-Weltcup zur Unterstützung ihres Bruders im Zielraum zu finden. Als Markenzeichen trägt sie auch im Publikum stets eine Skibrille und bunte Mützen.

## Erfolge

### Olympische Spiele
- Nagano 1998: 8. Kombination, 24. Riesenslalom, 25. Abfahrt, 26. Super-G
- Salt Lake City 2002: 1. Slalom, 1. Riesenslalom, 1. Kombination, 2. Super-G
- Turin 2006: 1. Kombination, 2. Super-G, 4. Slalom

### Weltmeisterschaften

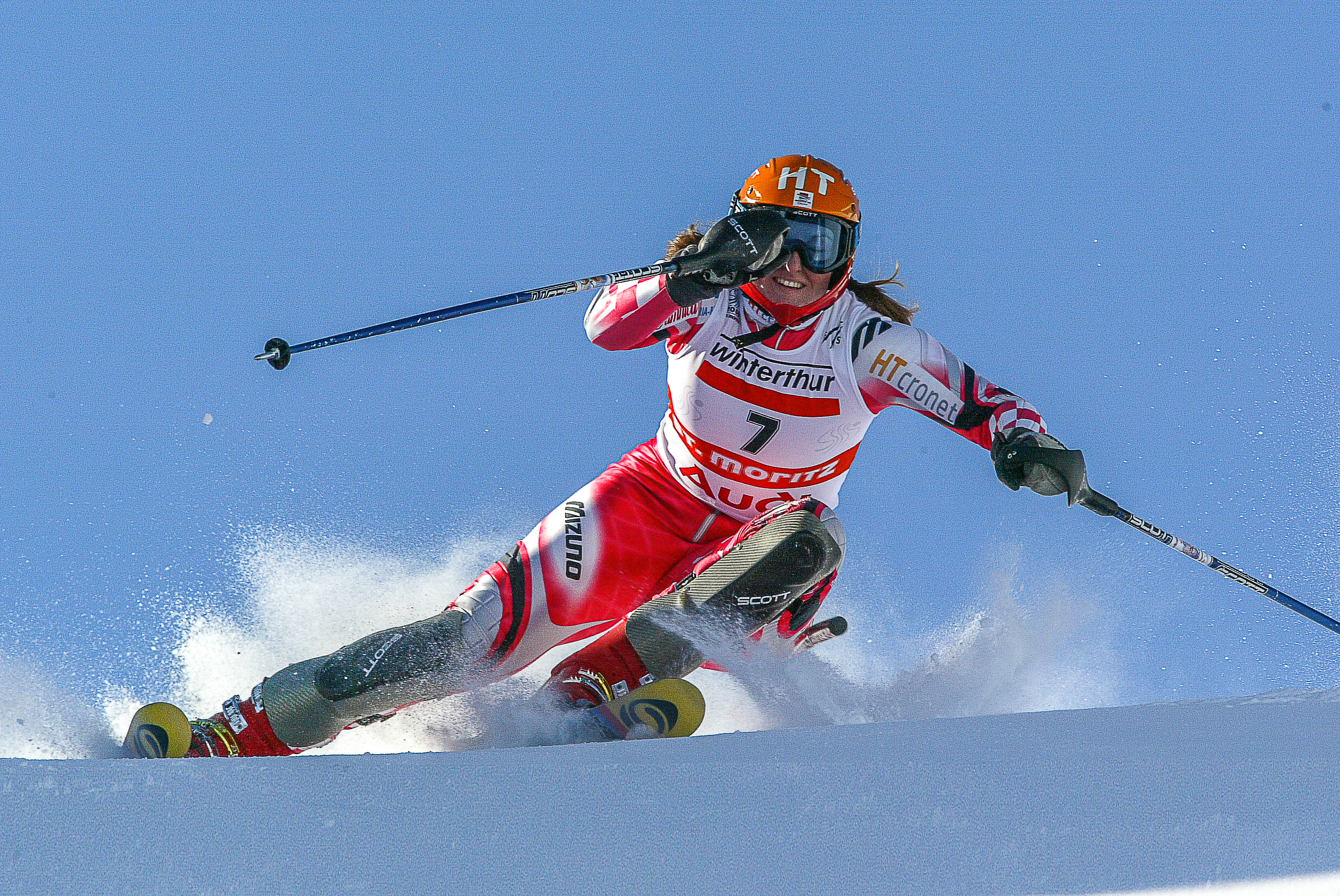
Janica Kostelić bei den Alpinen Skiweltmeisterschaften 2003 in St. Moritz

- Vail 1999: 7. Kombination, 22. Super-G, 23. Slalom, 29. Abfahrt
- St. Anton am Arlberg 2001: 5. Slalom, 13. Super-G
- St. Moritz 2003: 1. Slalom, 1. Kombination, 13. Riesenslalom, 19. Super-G
- Bormio 2005: 1. Abfahrt, 1. Slalom, 1. Kombination

### Weltcupwertungen
Kostelić hat dreimal den Gesamtweltcup gewonnen (2001, 2003, 2006). Hinzu kommen sieben Siege in Disziplinenwertungen (Slalom: 2001, 2003, 2006, Kombination: 2001, 2003, 2005, 2006).
| 1998/99 | 11.                                 | 667                                 | 49.                                 | 3                                   | 26.                                 | 65                                  | 10.                                 | 243                                 | 11.                                 | 206                                 | 2.                                  | 150                                 |                                     |                                     |
| 1999/00 | 22.                                 | 420                                 | 39.                                 | 36                                  | 28.                                 | 56                                  | 28.                                 | 78                                  | 10.                                 | 250                                 | –                                   | -                                   |                                     |                                     |
| 2000/01 | 1.                                  | 1256                                | 50.                                 | 4                                   | 18.                                 | 124                                 | 9.                                  | 204                                 | 1.                                  | 824                                 | 1.                                  | 100                                 |                                     |                                     |
| 2001/02 | 14.                                 | 506                                 | 41.                                 | 15                                  | 19.                                 | 72                                  | 25.                                 | 87                                  | 11.                                 | 252                                 | 4.                                  | 80                                  |                                     |                                     |
| 2002/03 | 1.                                  | 1570                                | 11.                                 | 136                                 | 7.                                  | 281                                 | 3.                                  | 343                                 | 1.                                  | 710                                 | 1.                                  | 100                                 |                                     |                                     |
| 2003/04 | verletzungsbedingt keine Ergebnisse | verletzungsbedingt keine Ergebnisse | verletzungsbedingt keine Ergebnisse | verletzungsbedingt keine Ergebnisse | verletzungsbedingt keine Ergebnisse | verletzungsbedingt keine Ergebnisse | verletzungsbedingt keine Ergebnisse | verletzungsbedingt keine Ergebnisse | verletzungsbedingt keine Ergebnisse | verletzungsbedingt keine Ergebnisse | verletzungsbedingt keine Ergebnisse | verletzungsbedingt keine Ergebnisse | verletzungsbedingt keine Ergebnisse | verletzungsbedingt keine Ergebnisse |
| 2004/05 | 2.                                  | 1356                                | 4.                                  | 387                                 | 7.                                  | 257                                 | 11.                                 | 212                                 | 2.                                  | 400                                 | 1.                                  | 100                                 |                                     |                                     |
| 2005/06 | 1.                                  | 1970                                | 4.                                  | 300                                 | 5.                                  | 266                                 | 3.                                  | 464                                 | 1.                                  | 740                                 | 1.                                  | 200                                 |                                     |                                     |
| 2006/07 | pausiert                            | pausiert                            | pausiert                            | pausiert                            | pausiert                            | pausiert                            | pausiert                            | pausiert                            | pausiert                            | pausiert                            | pausiert                            | pausiert                            | pausiert                            | pausiert                            |

### Weltcupsiege
Insgesamt hat Kostelić 30 Weltcuprennen gewonnen (1 × Abfahrt, 1 × Super-G, 2 × Riesenslalom, 20 × Slalom, 4 × Kombination, 2 × Super-Kombination) und insgesamt 55 Podestplätze (30 × Erste, 16 × Zweite, 9 × Dritte) erreicht. Ihr gelangen acht Slalomrennsiege in Serie – und sie hat sich 89-mal in den Top Ten und 126-mal in den Punkterängen (Top 30) platziert.
| Datum           | Ort                | Land       |
| --------------- | ------------------ | ---------- |
| 14. Januar 2006 | Bad Kleinkirchheim | Österreich |

| Datum           | Ort                | Land       |
| --------------- | ------------------ | ---------- |
| 15. Januar 2006 | Bad Kleinkirchheim | Österreich |

| Datum             | Ort             | Land       |
| ----------------- | --------------- | ---------- |
| 21. Dezember 2005 | Špindlerův Mlýn | Tschechien |
| 18. März 2006     | Åre             | Schweden   |

| Datum             | Ort                  | Land       |
| ----------------- | -------------------- | ---------- |
| 17. Januar 1999   | St. Anton am Arlberg | Österreich |
| 14. Januar 2001   | Flachau              | Österreich |
| 22. Dezember 2002 | Lenzerheide          | Schweiz    |
| 27. Februar 2005  | San Sicario          | Italien    |

| Datum           | Ort        | Land     |
| --------------- | ---------- | -------- |
| 22. Januar 2006 | St. Moritz | Schweiz  |
| 4. März 2006    | Hafjell    | Norwegen |

| Datum             | Ort                    | Land        |
| ----------------- | ---------------------- | ----------- |
| 5. Dezember 1999  | Serre Chevalier        | Frankreich  |
| 12. Dezember 1999 | Sestriere              | Italien     |
| 18. November 2000 | Park City              | USA         |
| 25. November 2000 | Aspen                  | USA         |
| 10. Dezember 2000 | Sestriere              | Italien     |
| 20. Dezember 2000 | Sestriere              | Italien     |
| 28. Dezember 2000 | Semmering              | Österreich  |
| 14. Januar 2001   | Flachau                | Österreich  |
| 26. Januar 2001   | Ofterschwang           | Deutschland |
| 18. Februar 2001  | Garmisch-Partenkirchen | Deutschland |
| 10. März 2002     | Zauchensee             | Österreich  |
| 23. November 2002 | Aspen                  | USA         |
| 22. Dezember 2002 | Lenzerheide            | Schweiz     |
| 29. Dezember 2002 | Semmering              | Österreich  |
| 5. Januar 2003    | Bormio                 | Italien     |
| 8. März 2003      | Åre                    | Schweden    |
| 27. November 2004 | Aspen                  | USA         |
| 5. Februar 2006   | Ofterschwang           | Deutschland |
| 10. März 2006     | Levi                   | Finnland    |
| 17. März 2006     | Åre                    | Schweden    |

### Juniorenweltmeisterschaften
- Megève 1998: 2. Kombination, 3. Super-G, 6. Abfahrt, 7. Riesenslalom, 12. Slalom

### Weitere Erfolge
- 9 Siege bei FIS-Rennen (4 × Slalom, 2 × Riesenslalom, 2 × Super-G, 1 × Abfahrt)
- 1 Sieg im Nor-Am Cup (Slalom in Winter Park 2002)

## Auszeichnungen
- Kroatiens Sportlerin des Jahres 1998, 1999, 2000, 2001, 2002, 2003, 2005, 2006
- Skieur d’Or 2001
- Europas Sportlerin des Jahres 2002
- Weltsportlerin des Jahres (Eurosport) 2005
- Laureus World Sports Awards – Weltsportlerin des Jahres 2006